# Cantonul Aixe-sur-Vienne
Cantonul Aixe-sur-Vienne este un canton din arondismentul Limoges, departamentul Haute-Vienne, regiunea Limousin, Franța.

## Comune
| Comune                 | Populație (1999) | Cod poștal | Cod INSEE |
| ---------------------- | ---------------- | ---------- | --------- |
| Aixe-sur-Vienne        | 5.472            | 87700      | 87001     |
| Beynac                 | 626              | 87700      | 87015     |
| Bosmie-l'Aiguille      | 2.335            | 87110      | 87021     |
| Burgnac                | 781              | 87800      | 87025     |
| Jourgnac               | 1.030            | 87800      | 87081     |
| Saint-Martin-le-Vieux  | 870              | 87700      | 87166     |
| Saint-Priest-sous-Aixe | 1.591            | 87700      | 87177     |
| Saint-Yrieix-sous-Aixe | 408              | 87700      | 87188     |
| Séreilhac              | 1.836            | 87620      | 87191     |
| Verneuil-sur-Vienne    | 4.347            | 87430      | 87201     |